# Zentrum für Arbeit und Politik
Das Zentrum für Arbeit und Politik (zap) (bis 28. Februar 2013 Akademie für Arbeit und Politik (aap)) in Bremen ist eine Einrichtung der Erwachsenen- und Weiterbildung, die von der Universität Bremen in Kooperation mit der Arbeitnehmerkammer Bremen betrieben wird.
Vom zap werden berufsbegleitende Lernangebote gemacht, zudem wird im Feld der Weiterbildung geforscht und beraten. Die Akademie besteht seit 1971, ihre Geschichte ist eng verknüpft mit der der Reformuniversität Bremen.
Das zap bietet in Kooperation mit der Akademie für Weiterbildung den ersten und bundesweit einzigen weiterbildenden Masterstudiengang speziell für betriebliche Interessenvertreter an. Die einzelnen Studienabschnitte können auch einzeln als Zertifikat studiert werden. Das Studienprogramm richtet sich an Betriebsräte, Personalräte, Mitarbeitervertretungen und deren Referenten sowie Gleichstellungsbeauftragte, Schwerbehindertenvertretungen.